# Pöschendorf
Pöschendorf település Németországban, Schleswig-Holstein tartományban. Lakosainak száma 260 fő (2023. december 31.).

## Népesség
A település népességének változása:
| Lakosok száma | 201  | 264  | 269  | 262  | 265  | 260  |
|               | 1975 | 2017 | 2019 | 2021 | 2022 | 2023 |